# Summit, New Jersey
Summit  este un orășel în comitatul  Union, New Jersey, SUA. El avea în anul 2000 o populație de 21.131 locuitori. 

## Date geografice
Localitatea ocupă o suprafata de 15,7 km², din care 0,1 km² este ocupată de apă. 

## Istoric
Terenul pe care se află orășelul a fost cumpărat de la amerindieni la data de 28 octombrie 1664. Primii coloniști albi au sosit în regiune prin anul 1710, locul se numea Pie Hill apoi Beacon Hill ca pe la sfârșitul secolului XIX să fie numit Heights over Springfield. Numele actual Summit (Pisc) i-a fost dat în anul 1837 când a devenit haltă de cale ferată pe linia Morris - Essex. În anul 1869 a avut despărțirea lui Summit de localitatea New Providence, ca la data de 11 aprilie 1899 să fie declarat oraș (City of Summit). Prin secolul XIX orășelul devine loc de agrement pentru bogătașii din New York. După cel de-al doilea război mondial localitatea are o perioadă de înflorire, dar crește și rata criminalității.

## Personalități născute aici
- Meryl Streep (n. 1949), actriță;
- Sean Baker (n. 1971), cineast;
- Kristine Froseth (n. 1995), actriță.

1. ↑   https://www.cityofsummit.org/882/Mayor-Elizabeth-Fagan, accesat în 29 decembrie 2024 Lipsește sau este vid: |title= (ajutor)
2. ↑  2010 U.S. Gazetteer Files, accesat în 9 iulie 2020